# Selección de voleibol de Ucrania
La selección masculina de voleibol de Ucrania  es el equipo masculino de voleibol representativo de Ucrania en las competiciones internacionales organizadas por la Confederación Europea de Voleibol (CEV), la Federación Internacional de Voleibol (FIVB) o el Comité Olímpico Internacional (COI). La organización de la selección está a cargo de la Federación de Voleibol de Ucrania (Федерація Волейболу України, en ucraniano).

## Resultados
| \| - 1948: No clasificada - 1950: No clasificada - 1951: No clasificada - 1955: No clasificada - 1958: No clasificada - 1963: No clasificada - 1967: No clasificada - 1971: No clasificada \| - 1975: No clasificada - 1977: No clasificada - 1979: No clasificada - 1981: No clasificada - 1983: No clasificada - 1985: No clasificada - 1987: No clasificada - 1989: No clasificada \| - 1991: No clasificada - 1993: 6º - 1995: 9º - 1997: 7º - 1999: No clasificada - 2001: No clasificada - 2003: No clasificada - / 2005: 12º \| - 2007: No clasificada - 2009: No clasificada - / 2011: No clasificada - / 2013: No clasificada - / 2015: No clasificada - 2017: No clasificada - / 2019: 7° - / 2021: Por disputar \| | | | |
| - 1948: No clasificada - 1950: No clasificada - 1951: No clasificada - 1955: No clasificada - 1958: No clasificada - 1963: No clasificada - 1967: No clasificada - 1971: No clasificada | - 1975: No clasificada - 1977: No clasificada - 1979: No clasificada - 1981: No clasificada - 1983: No clasificada - 1985: No clasificada - 1987: No clasificada - 1989: No clasificada | - 1991: No clasificada - 1993: 6º - 1995: 9º - 1997: 7º - 1999: No clasificada - 2001: No clasificada - 2003: No clasificada - / 2005: 12º | - 2007: No clasificada - 2009: No clasificada - / 2011: No clasificada - / 2013: No clasificada - / 2015: No clasificada - 2017: No clasificada - / 2019: 7° - / 2021: Por disputar |

### Otras competiciones
| Liga Europea |
| --- |
| - 2004: No participa - 2005: No participa - 2006: No participa - 2007: No participa - 2008: No participa - 2009: No participa - 2010: No participa - 2011: No participa - 2012: No participa - 2013: No participa - 2014: No participa - 2015: No participa - 2016: No participa - 2017: Campeón - 2018: 8º - 2019: 5º - 2020: Cancelada por el COVID-19 - 2021: No participa |